# Sporobolus australasicus
Sporobolus australasicus är en gräsart som beskrevs av Karel Domin. Sporobolus australasicus ingår i släktet droppgräs, och familjen gräs. Inga underarter finns listade i Catalogue of Life.

## Bildgalleri

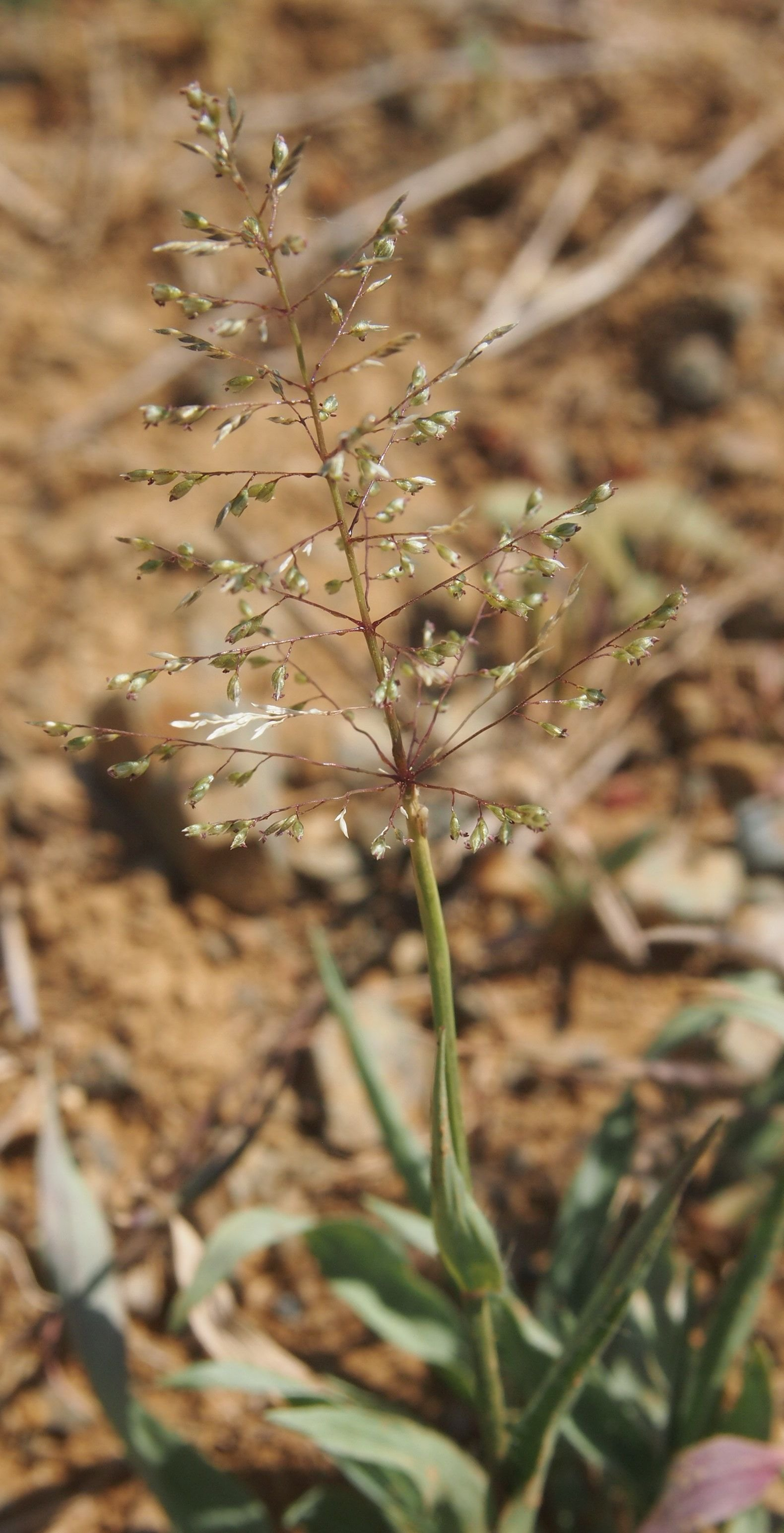
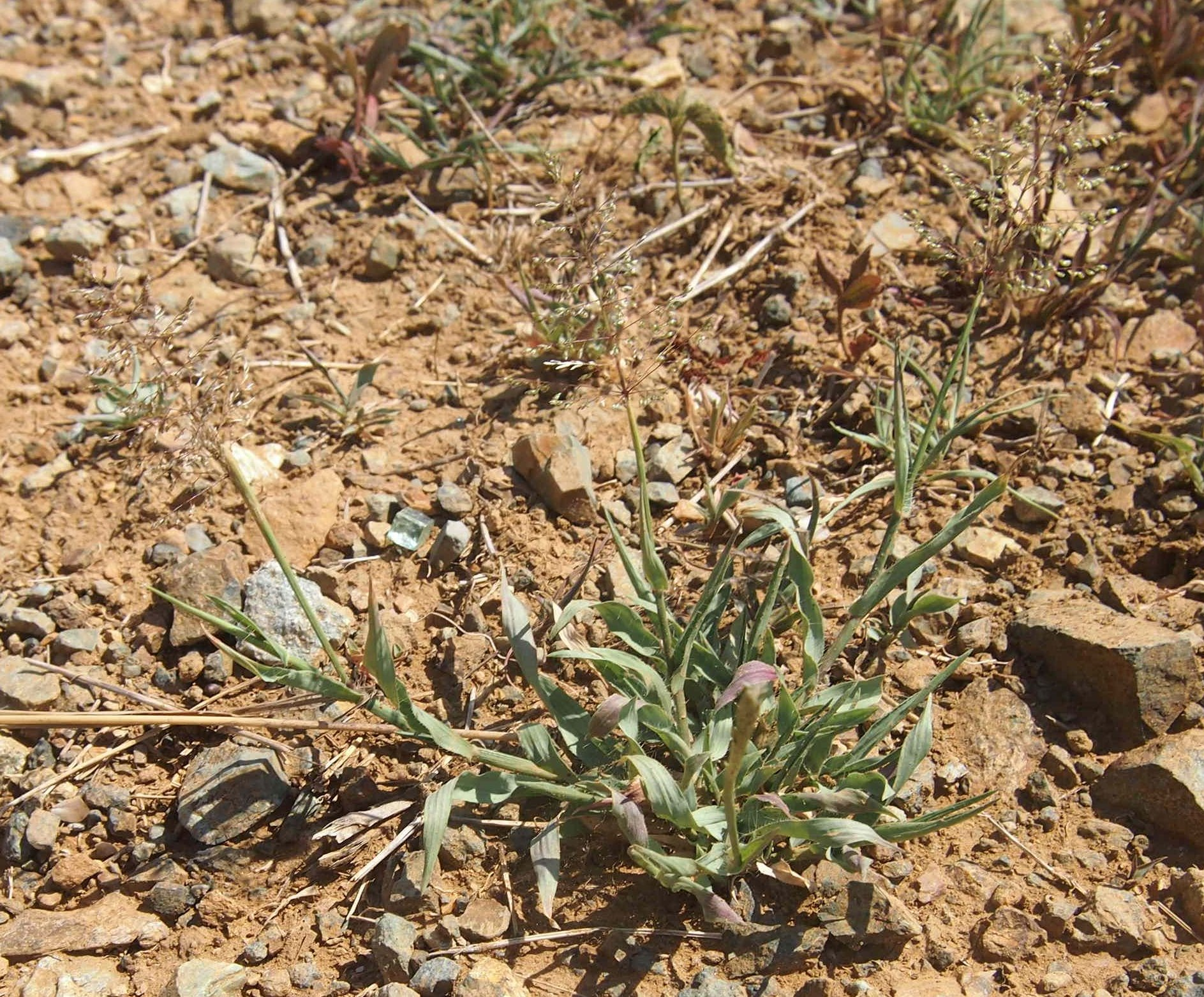